# Светодиодная лента

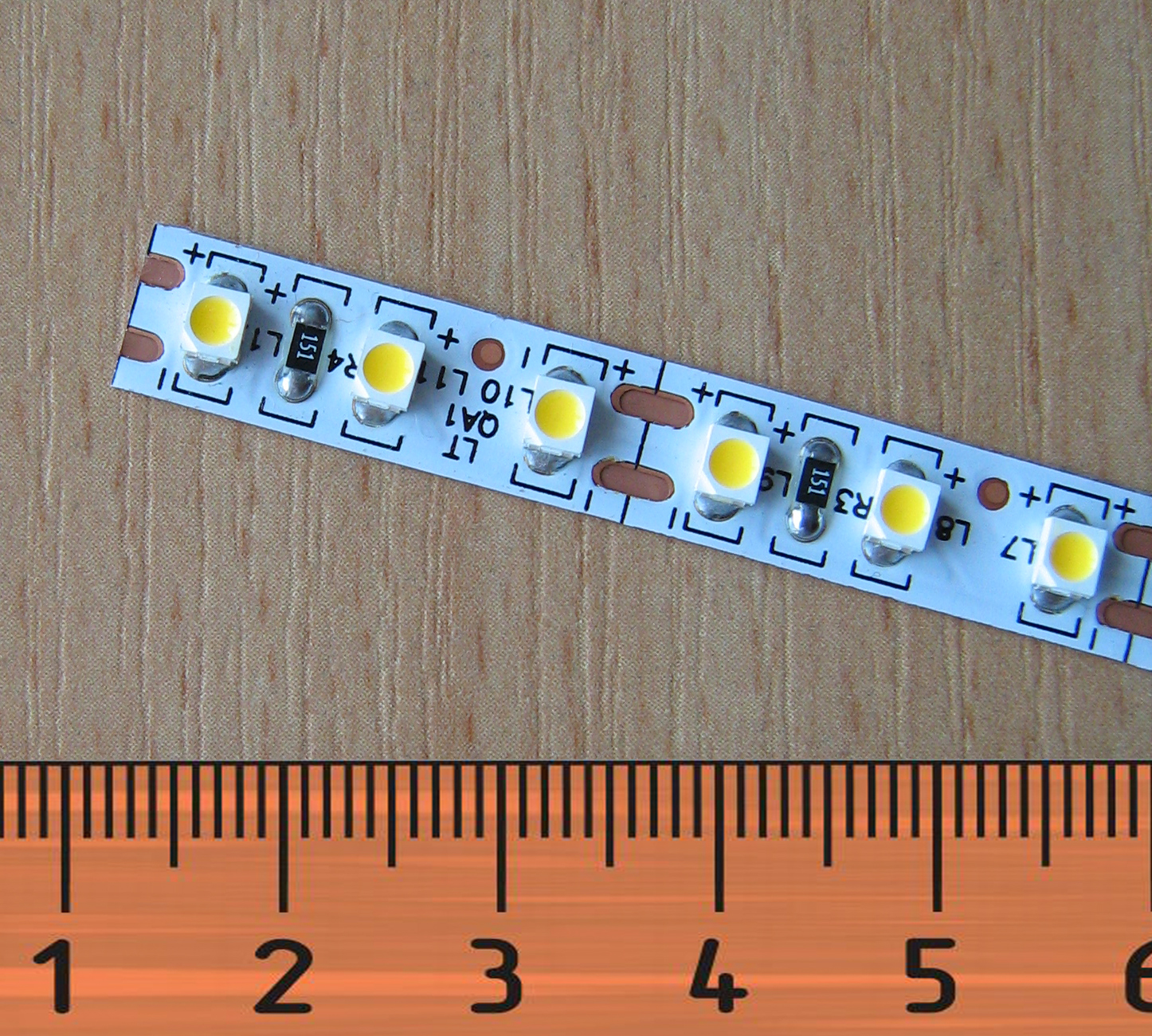
Светодиодная лента на светодиодах SMD3528, 120 светодиодов на 1 метр. Поперечной линией с контактными площадками обозначены отдельные блоки светодиодов, по которой при необходимости отрезается лента необходимой длины

Светодио́дная ле́нта — источник света, собранный на основе светодиодов. Представляет собой светодиодный модуль на гибкой печатной (монтажной) плате, на которой равноудалённо друг от друга расположены светодиоды. Обычно ширина ленты составляет 8-20 мм, толщина (со светодиодами) 2—3 мм. При изготовлении лента сматывается в рулоны длиной от 1 до 30 м. Для ограничения тока через светодиоды в электрическую схему ленты вводятся балластные сопротивления (резисторы), которые также монтируются на ленте.

## Разновидности лент

Принципиальная электрическая схема монохромной светодиодной ленты — блоки из нескольких светодиодов с резистором соединённых последовательно, объединённые между собой параллельно основными токопроводящими дорожками ленты (обычно, при напряжении питания ленты 12 В, по 3 светодиода в блоке). По этой причине при отрезании ленты вне обозначенных на ней мест светодиоды повреждённого блока перестают работать

Светодиодные ленты производятся с использованием SMD- и DIP-технологий. Цифры в обозначении означают размер чипа кристалла в десятых долях миллиметра (SMD 3528 — размер 3,5 мм на 2,8 мм).
В зависимости от типа светодиодов ленты разделяются по величине светового потока (количеству светодиодов в 1 метре ленты) и цвету свечения. Бывают ленты с монохромным свечением (красного, зелёного, синего, жёлтого цвета) и свечением белым цветом, и многоцветные (с возможностью создания практически любого оттенка, RGB). Так же, как и светодиоды с белым цветом, светодиодные ленты бывают различной цветовой температуры — от 2700 К до 10000 К.
В конструкции RGB-ленты используются размещённые на одной основе (ленте) чередующиеся светодиоды трёх цветов (красный, зелёный, синий), то есть эту ленту можно представить как три одноцветные ленты, либо трёхкомпонентные RGB-светодиоды, имеющие в своём составе три полупроводниковых излучателя красного, зелёного и синего свечения, объединённые в одном корпусе.

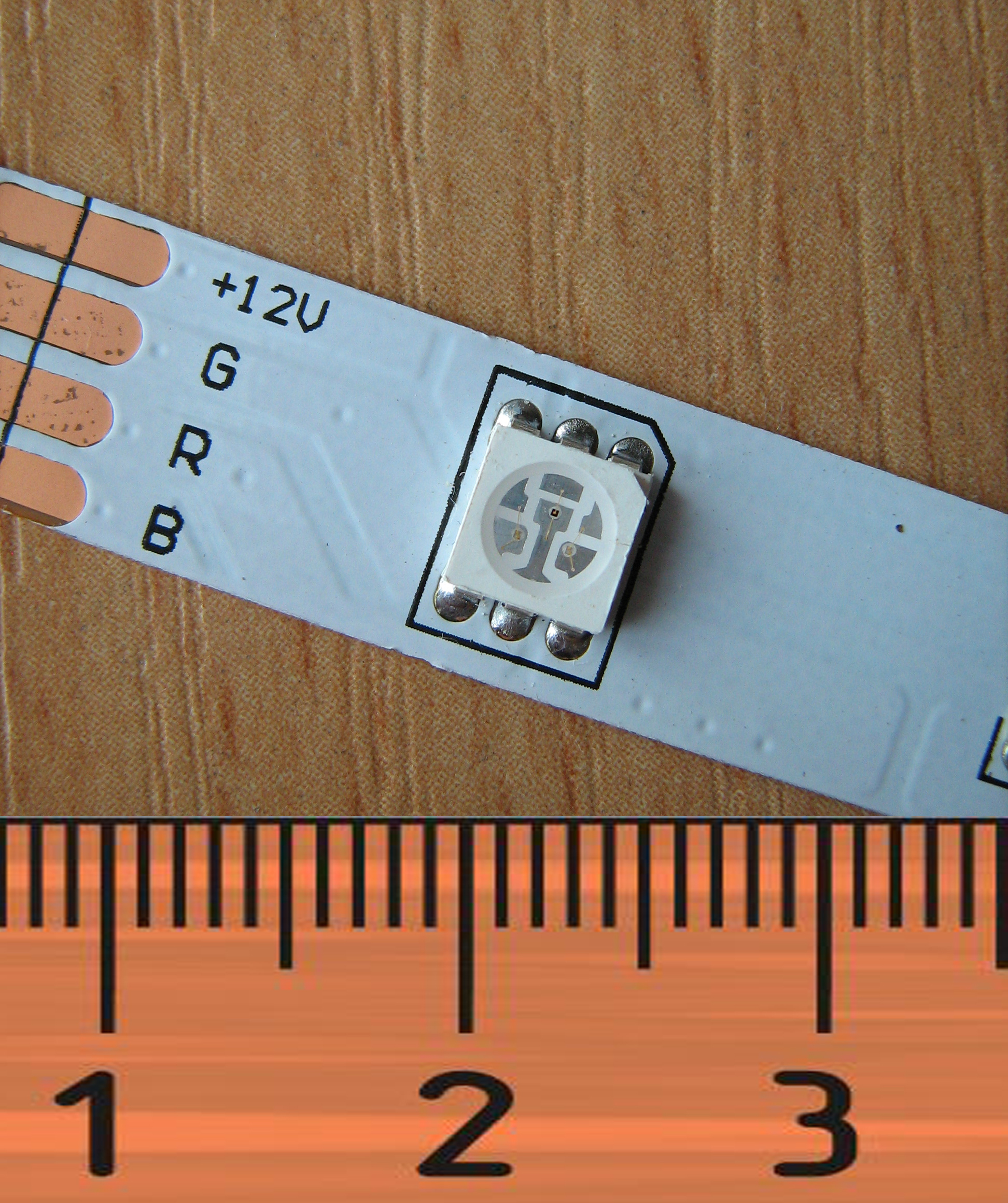
Многоцветный (RGB) светодиод SMD 5050 RGB, смонтированный на многоцветной светодиодной ленте
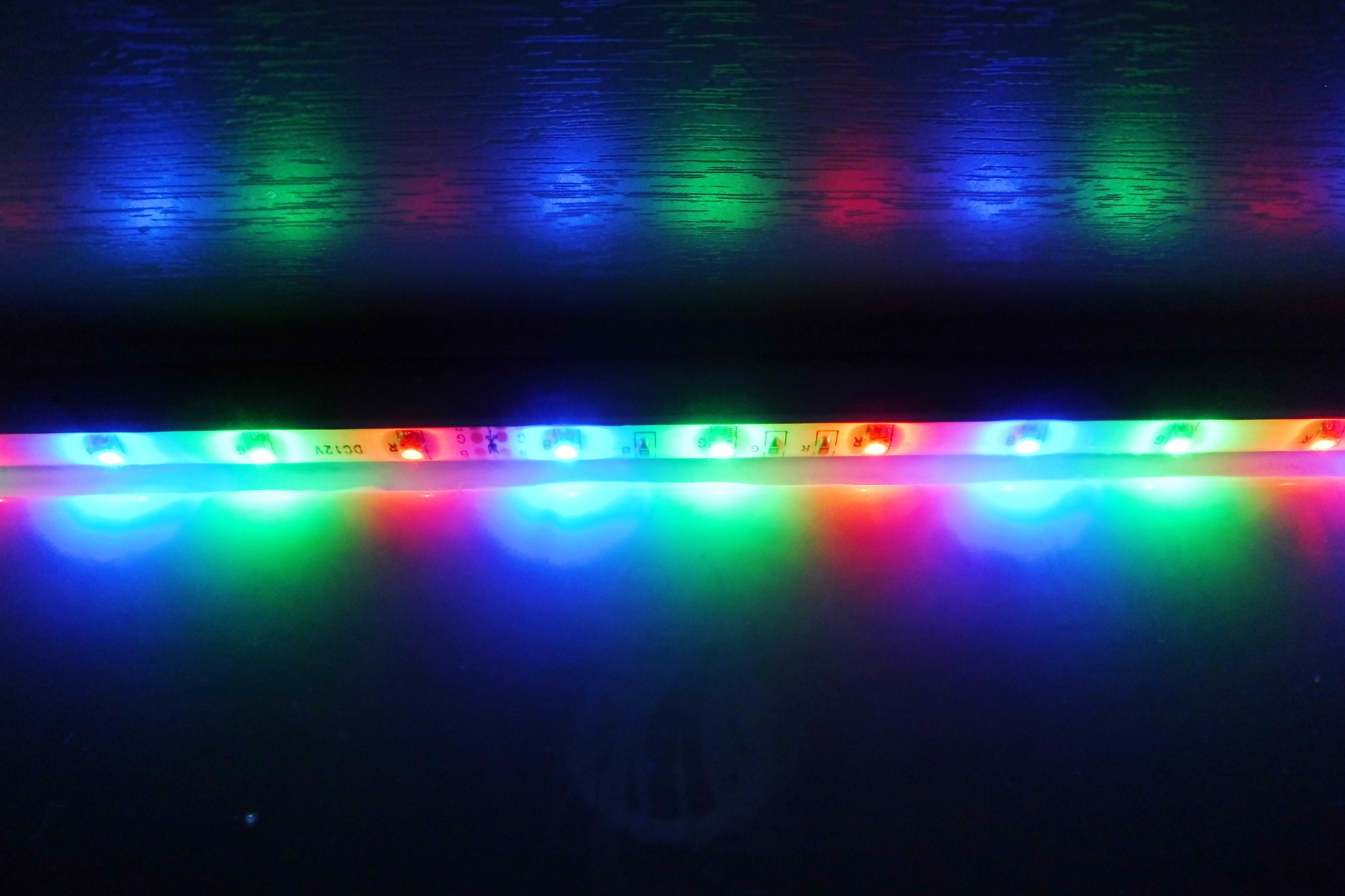
Монохромные светодиоды (красного, синего, зелёного цвета свечения) на многоцветной ленте
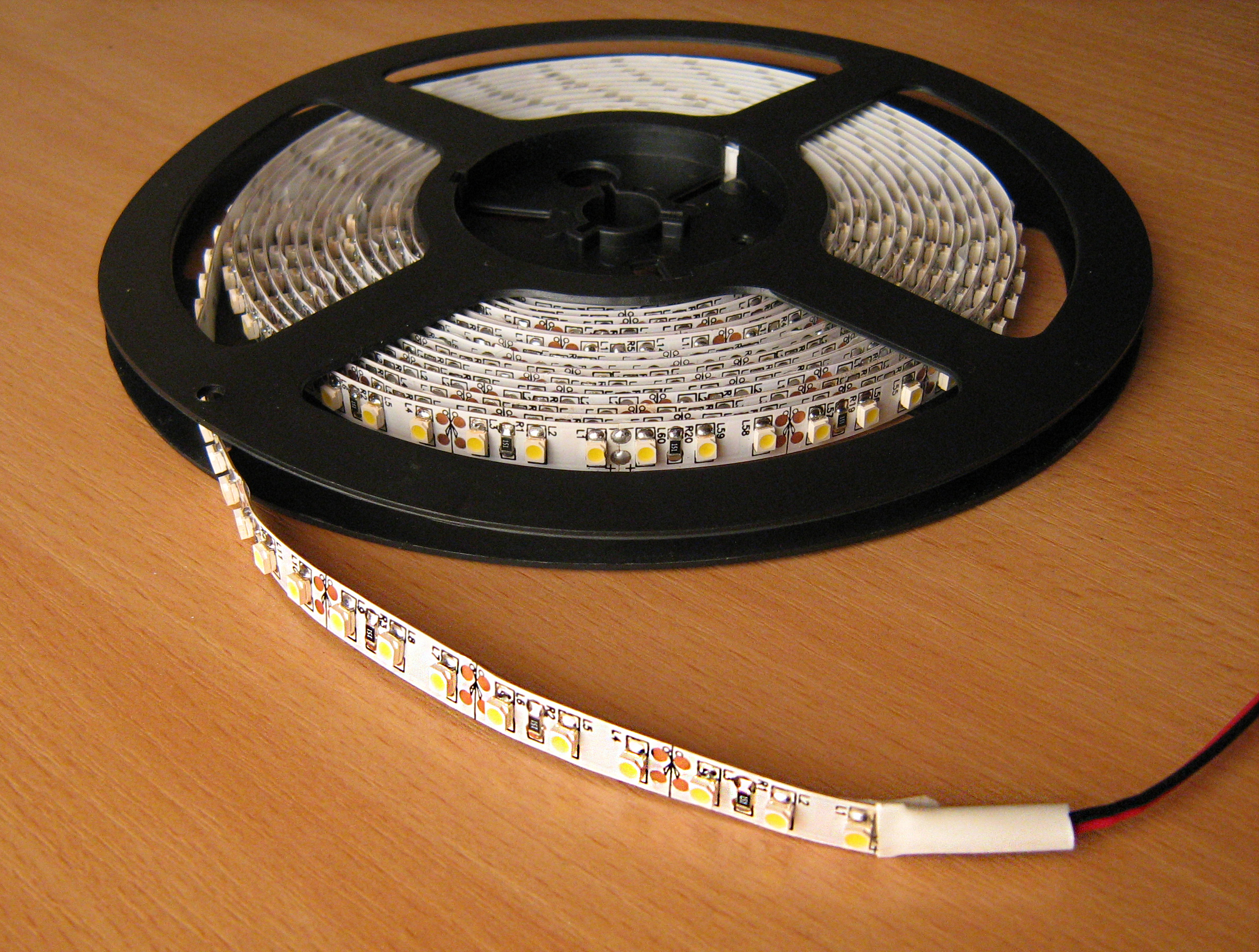
Монохромная светодиодная лента на бобине
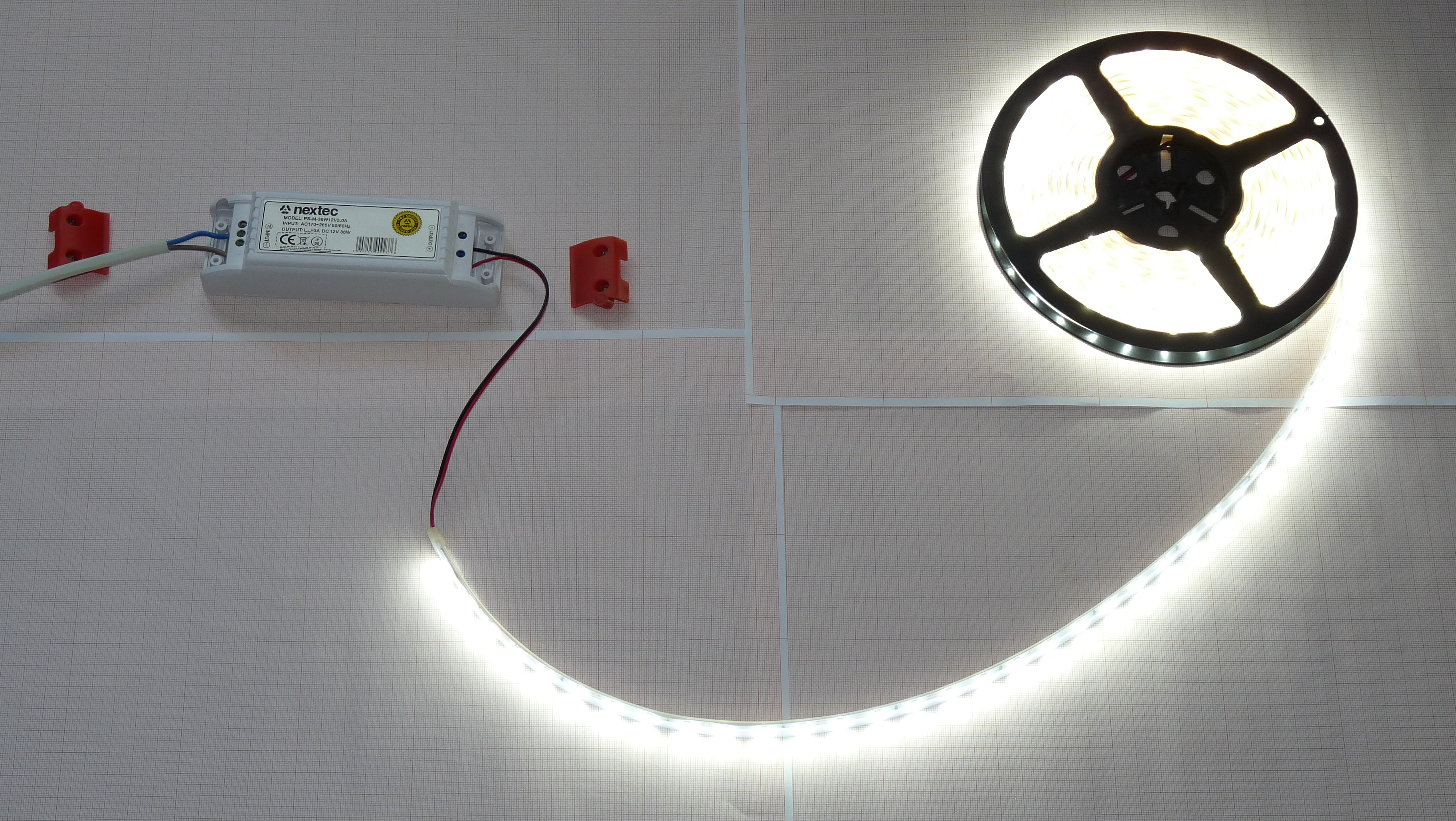
Светодиодная лента с белыми светодиодами и понижающий выпрямляющий блок питания
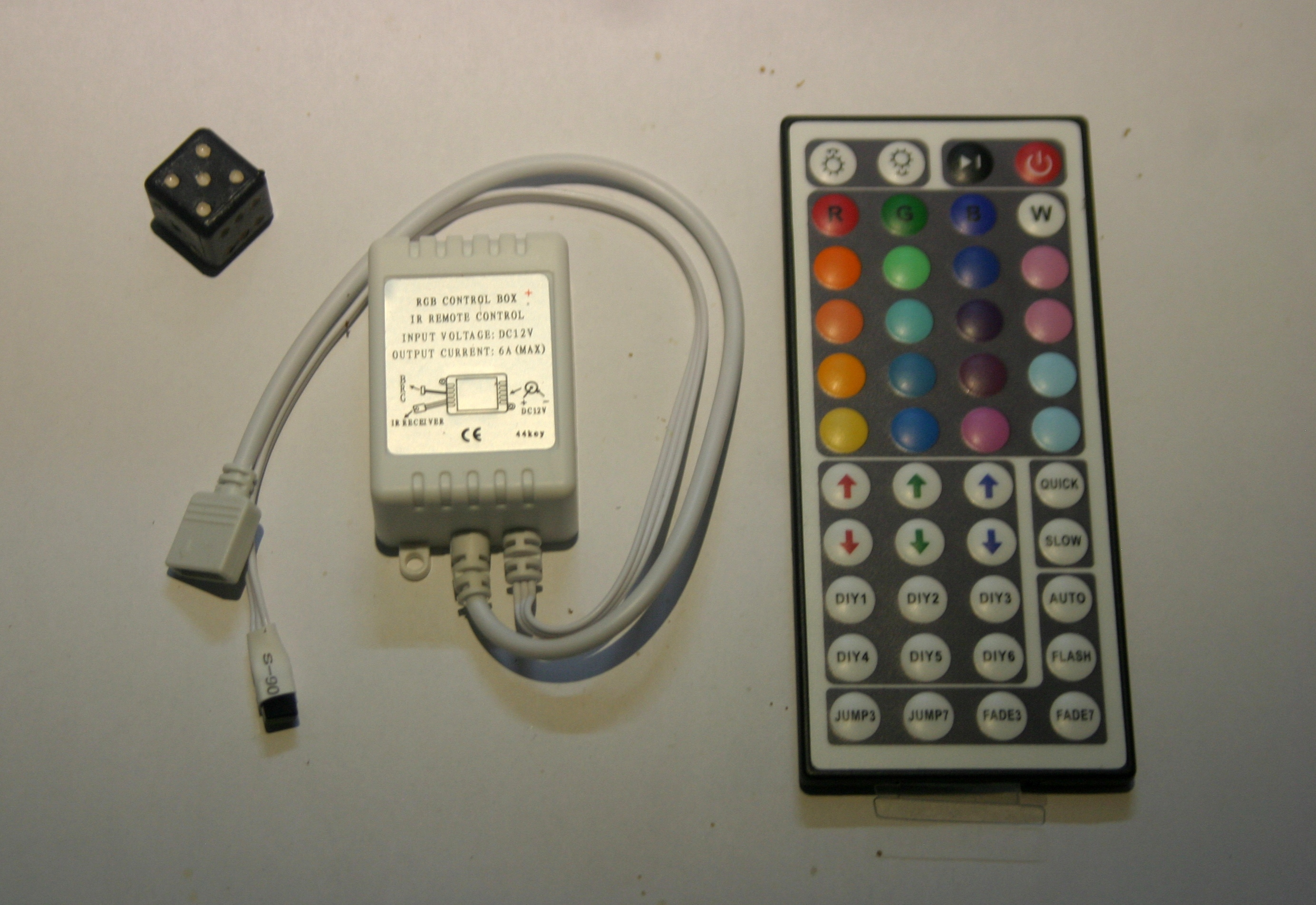
Контроллер RGB-светодиодной ленты c 44-кнопочным инфракрасным пультом дистанционного управления

## Подключение ленты
Светодиодная лента работает от постоянного тока и подключается к источнику тока с постоянным напряжением величиной обычно 12 В, реже 24 В и 5 В. Поэтому для подключения светодиодной ленты к сети электропитания дополнительно необходим преобразующий блок питания.
Для плавного управления яркостью и цветом свечения цветной светодиодной ленты применяются контроллеры, принцип работы которых состоит в изменении яркости свечения светодиодов отдельно по каждому цвету. Многие контроллеры могут управляться с помощью пульта дистанционного управления.
Большинство лент имеют ограничение по длине последовательно подключенных участков в 5 метров (ограничено сопротивлением току токопроводящих дорожек ленты, соответственно с падением напряжения и нагревом их при большей длине), поэтому реализуя проекты с большим количеством ленты следует использовать параллельную схему подключения. При этом также следует учитывать сечение провода: чем больше расстояние между блоком питания и лентой, тем выше потери, и соответственно тем больше требуется сечение провода.
Расчет необходимой мощности блока питания осуществляется исходя из номинальной мощности ленты, длины подключаемых участков, а также коэффициента запаса, который обычно следует принимать как 1,15. Так к примеру для ленты 240 SMD 3014, общей длиной в 4 метра потребуется блок питания мощностью = 24 Вт (номинальная мощность ленты) * 4 м * 1,15 (коэффициент запаса) = 110,4 Вт.
| Применяемый светодиод | Количество светодиодов в 1 метре ленты | Напряжение, на которое рассчитана лента | Cила тока в цепи питания ленты, на которую должен быть рассчитан блок питания | Мощность потребления 1 метра ленты |
| --------------------- | -------------------------------------- | --------------------------------------- | ----------------------------------------------------------------------------- | ---------------------------------- |
| 3528                  | 60                                     | 12 В                                    | 0,4 А                                                                         | 4,8 Вт                             |
| 3528                  | 120                                    | 12 В                                    | 0,8 А                                                                         | 9,6 Вт                             |
| 3528                  | 240                                    | 12 В                                    | 1,6 А                                                                         | 19,2 Вт                            |
| 5050                  | 30                                     | 12 В                                    | 0,6 А                                                                         | 7,2 Вт                             |
| 5050                  | 60                                     | 12 В                                    | 1,2 А                                                                         | 14,8 Вт                            |
| 5050                  | 120                                    | 12 В                                    | 2,4 А                                                                         | 29 Вт                              |
| 5050                  | 240                                    | 24 В                                    | 2,4 А                                                                         | 58 Вт                              |

## Преимущества и недостатки

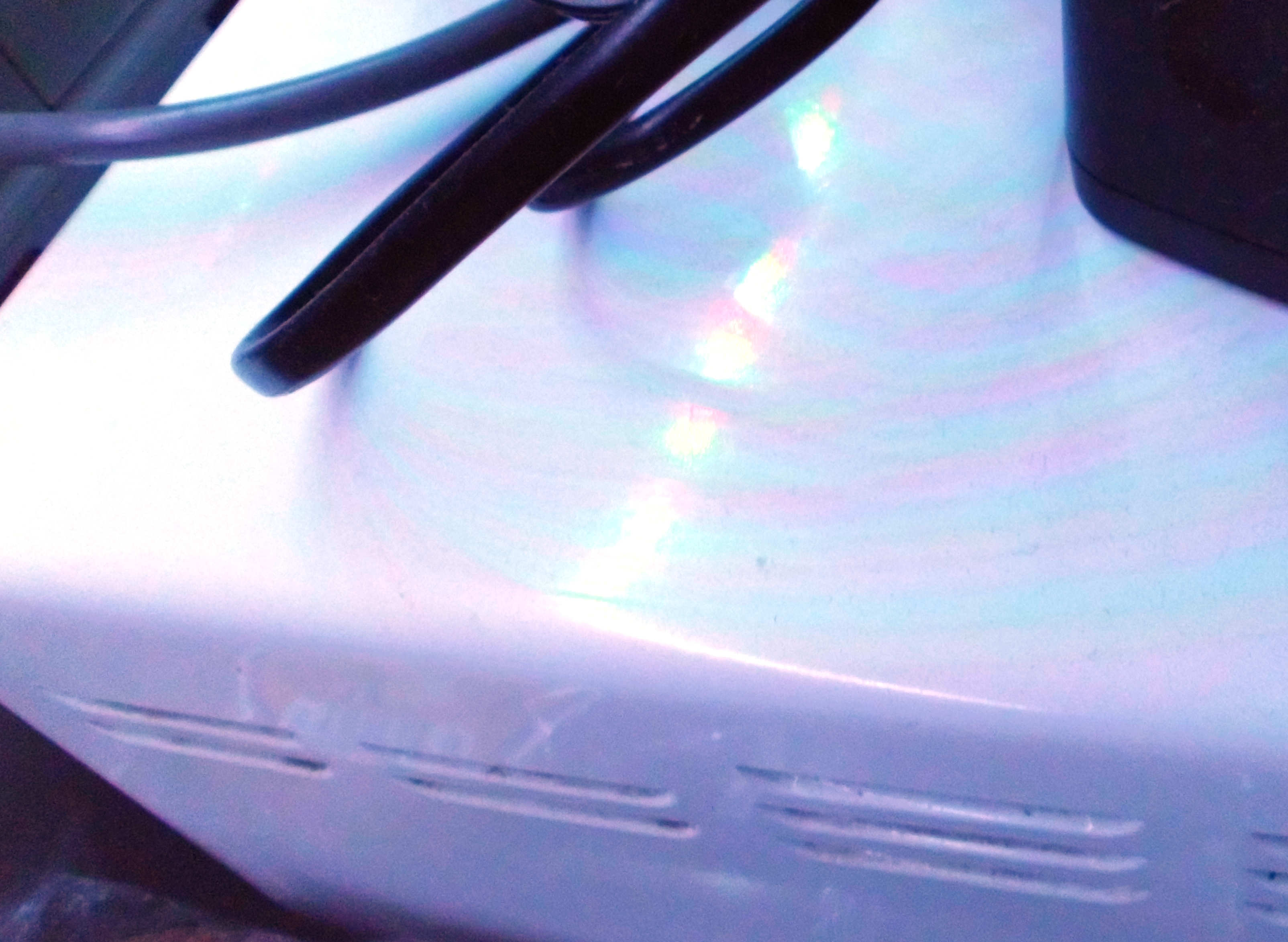
Радужная 3-цветная тень от предметов при общем белом фоне освещения многоцветной светодиодной лентой с монохромными светодиодами 3-х основных цветов, возникающая вследствие того, что точки излучения света разных цветов разнесены друг от друга на ленте на несколько сантиметров

### Преимущества
- Простота монтажа. Многие ленты имеют на обратной стороне клеящий слой, что позволяет её легко крепить практически на любые поверхности.
- Невысокая цена эксплуатации. По отношению световой поток/стоимость эксплуатационных расходов светодиоды имеют один из самых высоких показателей.[2].
- Надёжность. По сравнению с традиционными лампами накаливания и люминесцентными лампами, светодиоды имеют бо́льший срок службы.
- Неограниченный потенциал в увеличении светового потока по сравнению с точечными источниками, совместимыми со старой арматурой. Нет опасности перегрева элементов — световой поток пропорционален длине ленты.
- Возможность реализации оригинальных дизайнерских решений за счет гибкости и небольшой толщины светодиодной ленты  [3].
- Возможность выбора желаемого цветового оттенка сцены при использовании RGB-светодиодных лент с контроллерами, позволяющими управлять независимо яркостью каждого канала[4] и также применение художественных эффектов поддерживаемых большинством контроллеров (мигание, смена цветов, плавное перетекание оттенков из одного в другой, эффект «бегущей волны», регулировка яркости и т. д., как вручную, так и предустановленными режимами работы контроллера).
- Отсутствие необходимости в дополнительной влагозащитной арматуре при использовании влагозащищённых светодиодных лент и блоков питания (или размещении блоков питания вне помещений с повышенной влажностью).
- Электробезопасность, обусловленная низким напряжением питания самих лент (при условии использования блоков питания, имеющих трансформаторы и гальваническую развязку между цепями питания ленты и питания самого блока).

### Недостатки
- При одинаковом световом потоке стоимость светодиодной ленты выше, чем традиционных источников света, таких, как лампа накаливания или люминесцентная лампа (на 2012 год).
- Полностью несовместима со старой арматурой.
- Худшие показатели  цветопередачи при использовании RGB-ленты по сравнению с белым светодиодом. Это связано с тем, что применяемые светодиоды 3528/5050 имеют невысокий индекс цветопередачи на уровне 80, а некоторыми производителями вовсе не нормируется [5].
- Лампа, висящая на потолке, дает естественную геометрию теней.

## Применение

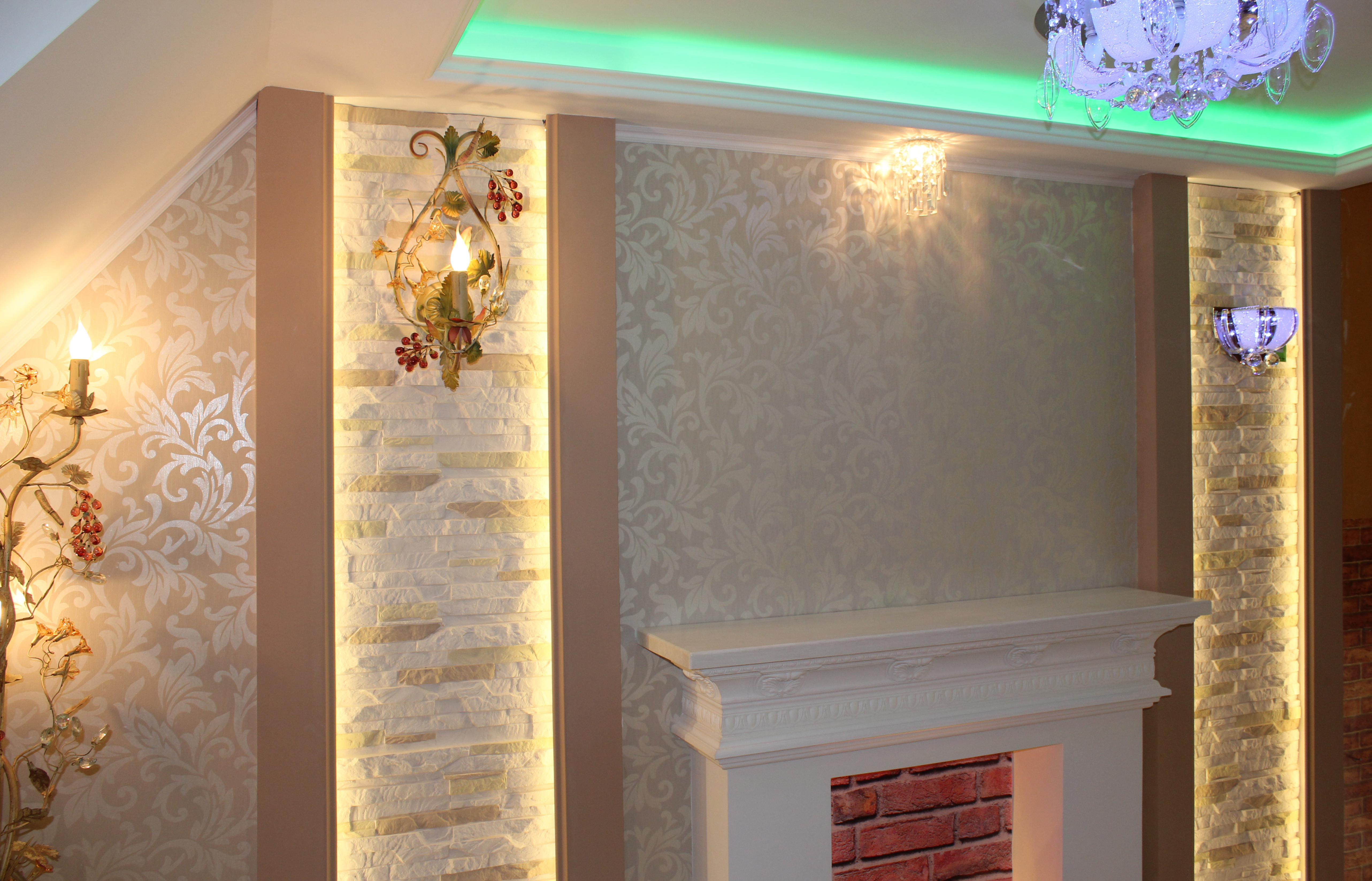
Пример применения светодиодной ленты в освещении комнаты

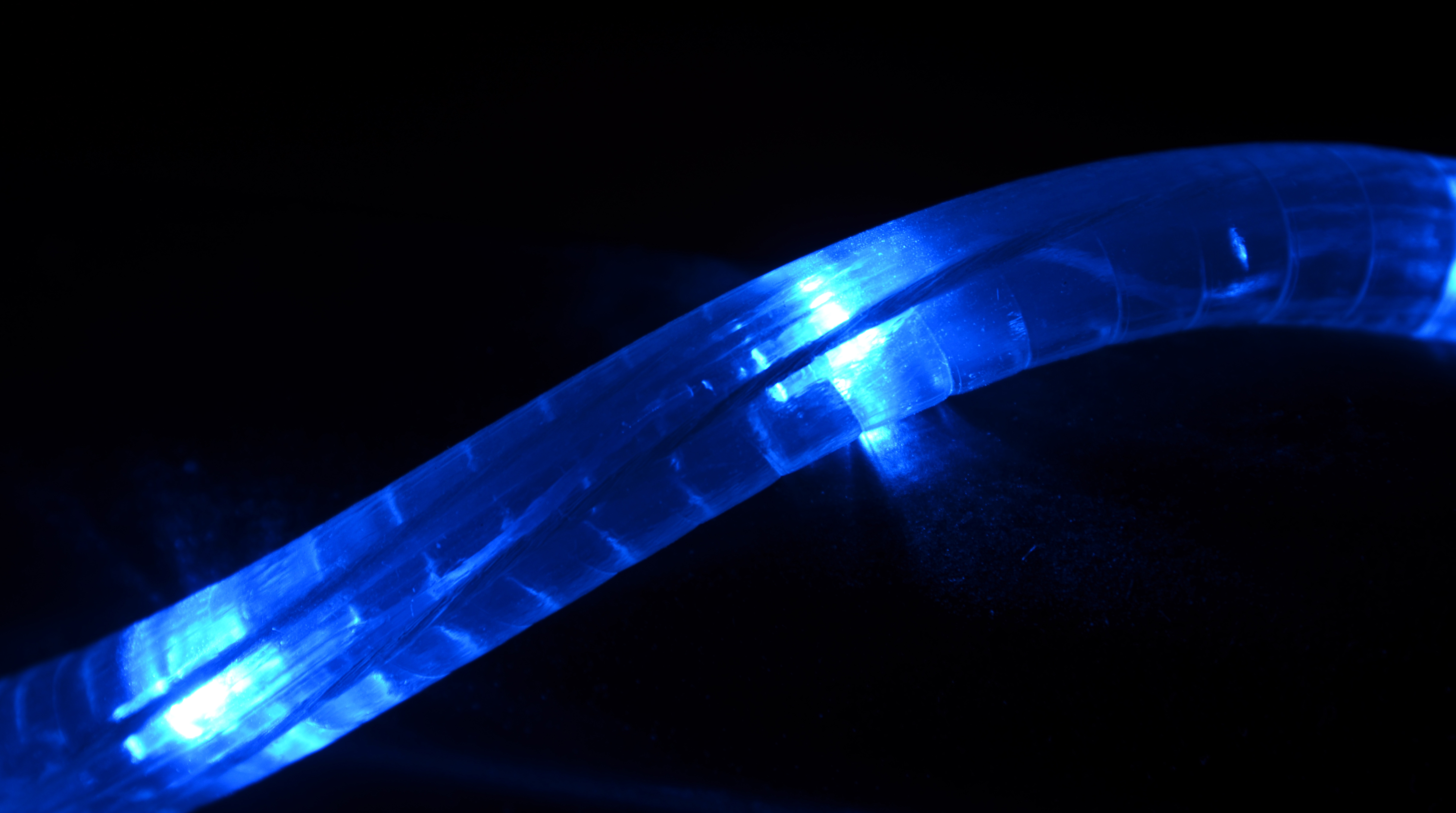
Синий светодиодный шнур

Компактные размеры, большая гамма цветов и малое потребление электроэнергии определили широкое применение светодиодной ленты. Подсветка интерьера домов и квартир (потолков, напольная, периметров помещений, арок и ниш), дизайн экстерьера (контуры зданий, фонтаны, бассейны, архитектурные элементы), рекламная подсветка, автомобильный дизайн, мебельное освещение — всё это сферы, где можно применять и использовать светодиодные ленты.
Герметичные (влагозащищённые) светодиодные ленты и шнуры c IP6X используются для внешней подсветки зданий и сооружений и для сигнализации на дорогах (в том числе для размещения на транспортных средствах), а также применяются в помещениях с повышенной влажностью.